# Viva (песен на Киара и Мартина Скарпари)
„Viva“ е песен на Киара и Мартина Скарпари, която ще представи Италия на детския песенен конкурс „Евровизия 2015“. Песента е втори сингъл на певиците. Песента е за мечтите на тийнейджърите, техните първи любови и нови емоции.

## Видеоклип
Официалният видеоклип на песента излиза в Интернет пространството на 26 октомври 2015 година, заснето от Даниеле Морети за RAI Gulp.

## Критически отзиви
От Wiwibloggs дават високи оценки на песента, като мненията на критиците предизикват интерес и са сходни:
| „ | АББА може и да са се разделили преди години, но тези две момичета са наследили Агнета и Ани-Фрид. Песента звучи много по-стара, отколкото Киара и Мартина, но те се справят. Вокалите им са прецизни и лесни за слушане, което прави тази песен едно от най-силните попадения. | “ |

| „ | Сестрите Скарпари препращат към късните осемдесет с тази лесна за слушане, отчетливо италианска песен. (...) Киара и Мартина знаят как да пеят на живо и със сигурност има химия помежду им. Познават се още отпреди да се родят. | “ |

| „ | Тази хармония! Очевидно сестри Скарпари се чувстват много комфортно, пеейки заедно. Гласовете им се съчетават толкова добре и когато стигнат припева, поднасят убийствена хармония. Песента е някак си ретро, но по съвсем класически италиански начин. | “ |